# Melanoplus keiferi
Melanoplus keiferi är en insektsart som beskrevs av Gurney och P.A. Buxton 1963. Melanoplus keiferi ingår i släktet Melanoplus och familjen gräshoppor. Inga underarter finns listade i Catalogue of Life.